# Comparación entre la Comunidad de Cristo y La Iglesia de Jesucristo de los Santos de los Últimos Días
La Comunidad de Cristo (anteriormente la Iglesia Reorganizada de Jesucristo de los Santos de los Últimos Días) y La Iglesia de Jesucristo de los Santos de los Últimos Días son dos denominaciones que comparten una herencia común en la Iglesia de Cristo fundada por Joseph Smith el 6 de abril de 1830. Desde la muerte de Smith en 1844, han evolucionado por separado en cuanto a creencias y prácticas. La IJSUD tiene su sede en Salt Lake City, Utah, y cuenta con más de 18 millones de miembros en todo el mundo; la Comunidad de Cristo tiene su sede en Independence, Misuri, y reporta una membresía mundial de aproximadamente 197
 000 miembros.

## Transformación de la Comunidad de Cristo desde 1960
Importantes cambios doctrinales, organizativos y de actitud en la Comunidad de Cristo desde 1960 han reducido las similitudes que permanecen entre ella y la Iglesia SUD. Mientras que la doctrina y el sistema de creencias de la Iglesia SUD es altamente centralizado, sistemático y estático, la Comunidad de Cristo ha adoptado un enfoque adaptable, descentralizado y progresivo de la doctrina. En 1997, la Comunidad de Cristo inició un período de tres años de transformación titulado «Transformación 2000», que fue visto por su presidente W. Grant McMurray como la culminación de una serie de cambios que se remontan a 1960. McMurray identificó estos cambios como un movimiento que se alejaba de la creencia de que la denominación era «la iglesia restaurada» y se acercaba a una posición dentro de la corriente principal del cristianismo. En la Conferencia Mundial de 2000, por votación de 1.979 a 561, el nombre de la iglesia fue cambiado de la Iglesia Reorganizada de Jesucristo de los Santos de los Últimos Días a Comunidad de Cristo. Al hacerlo, la iglesia estaba tratando de distanciarse de las comparaciones con la Iglesia SUD y en el proceso transformarse en un cuerpo único entre las principales denominaciones cristianas.
McMurray fue el primer presidente de la Comunidad de Cristo que no era descendiente directo de Joseph Smith. Buscó formalizar los desarrollos en el pensamiento sobre el liderazgo profético, la base histórica del Libro de Mormón, y el concepto de que la autoridad del sacerdocio había sido restaurada en los años 1820 y 1830 después de siglos de apostasía. Durante su presidencia, la iglesia pasó de una comunión cerrada a una abierta y McMurray comenzó a abrir la puerta a la ordenación del sacerdocio para las personas LGBT, algo que reconoció que ya estaba ocurriendo. En ese momento, la respuesta negativa de los miembros a este tema obligó a McMurray a reafirmar la política oficial que prohibía la ordenación de gays y lesbianas sexualmente activos. La iglesia permitió que aquellos que fueron ordenados en contra de la política continuaran en sus cargos de sacerdocio. Desde 2010, los derechos de los gays se han formalizado en la doctrina de la Comunidad de Cristo.
Antes de 1960, la identidad de la Iglesia RLDS estaba principalmente ligada a sus diferencias con la gran Iglesia RLDS, a la que los miembros de la Iglesia SUD solían referirse como la «Iglesia de Utah» o «Iglesia Mormona». McMurray citó una gira mundial en 1960 del expresidente W. Wallace Smith como un evento fundamental que impactó la evolución de las creencias de la Iglesia RLDS. Líderes como Roy Cheville ya habían estado enseñando a una nueva generación de miembros de la iglesia un sistema de creencias más ecuménico y de mente abierta. Pero fue el proselitismo de la iglesia de culturas en países fuera de Norteamérica que sabían poco sobre el cristianismo, mucho menos sobre el mormonismo, lo que forzó una revaluación de las prácticas y creencias denominacionales. El apóstol Charles Neff, un destacado misionero de la iglesia, empujó a sus compañeros líderes y ministros de campo hacia un punto de vista doctrinal relativista motivado por una combinación de preocupaciones misioneras prácticas y una actitud de apertura teológica. Estos significativos movimientos de la Comunidad de Cristo hacia el alineamiento con la doctrina liberal protestante fueron influenciados en parte por muchos en el liderazgo de la iglesia que siguieron estudios teológicos en la Escuela de Teología de San Pablo en Kansas City, Misuri. Mientras que la Iglesia RLDS había sido conocida desde hace mucho tiempo por su fuerte postura anti-poligamia, sus esfuerzos de difusión entre el pueblo Sora en la India trajo un reexamen incluso sobre este tema.
El llamamiento del presidente de la iglesia Wallace B. Smith en 1984 para la ordenación de mujeres al sacerdocio fue un hito en la evolución doctrinal de la iglesia hacia el cristianismo progresivo. Durante su mandato, se prestó mayor atención a los temas de paz y justicia. El llamamiento a dedicar el Templo de la Independencia a la "búsqueda de la paz" se considera una prueba simbólica y práctica de las diferencias entre las dos denominaciones. Mientras que la Iglesia SUD tiene un conjunto de rituales de templo altamente estandarizados y considera los templos como un espacio sagrado para la creación de pactos, la Comunidad de Cristo entiende que los templos son un centro menos formalizado para la espiritualidad, la educación ministerial y la administración de la iglesia.
Estos cambios constituyeron un amplio cambio en la teología de la Comunidad de Cristo, desde el restauracionismo hasta el cristianismo protestante de línea principal. También ampliaron el alcance de las antiguas diferencias doctrinales entre ella y la Iglesia SUD. Casi todas las diferencias tradicionales entre los dos grupos pueden ser vistas como alineando a la Comunidad de Cristo más estrechamente con la enseñanza tradicional cristiana y la neo-ortodoxia, lo que aísla aún más a la Iglesia SUD dentro del cristianismo en su conjunto.

## Diferencias históricas entre las iglesias
La Iglesia RLDS fue fundada por la confederación de un número de grupos más pequeños que se negaron a emigrar con Brigham Young al territorio de Utah o a seguir a cualquiera de los otros que competían por convertirse en el sucesor de Joseph Smith. Antes de la Conferencia de Amboy de 1860, en la que la iglesia fue formalmente "reorganizada" en la Iglesia RLDS, los líderes de los diversos grupos escindidos adoptaron numerosas diferencias doctrinales. Tras la reorganización, estas diferencias se solidificaron en una letanía de lo que ahora podría llamarse "asuntos de la cuña" que la distinguiría de la Iglesia SUD de Young en Utah.
Las diferencias enumeradas a continuación caracterizan las principales diferencias entre la Comunidad de Cristo y la Iglesia SUD.

### Escrituras
Ambas iglesias creen en un canon abierto de las escrituras fundadas en la Biblia, el Libro de Mormón, y en las revelaciones de Dios a la iglesia registradas en la Doctrina y Convenios.

#### Biblia
La versión inspirada de la Biblia es parte del canon de las escrituras de la Comunidad de Cristo, aunque no ordena una sola traducción de la Biblia.
La Iglesia SUD ha adoptado oficialmente la versión autorizada de King James para los angloparlantes, y ha producido su propia edición que está ampliamente anotada a pie de página con aclaraciones de la Versión Inspirada. La Iglesia SUD se refiere a la Versión Inspirada como la "Traducción de la Biblia de Joseph Smith". Para los miembros de habla hispana, la Iglesia SUD publica una versión ligeramente modificada de la versión Reina-Valera, incluyendo notas y anotaciones al pie de página comparables a las que se encuentran en su versión oficial King James. Para otros idiomas, la Iglesia SUD recomienda el uso de traducciones tradicionales específicas que son seleccionadas con base en la integridad doctrinal con las otras obras oficiales estándar.

#### El Libro de Mormón

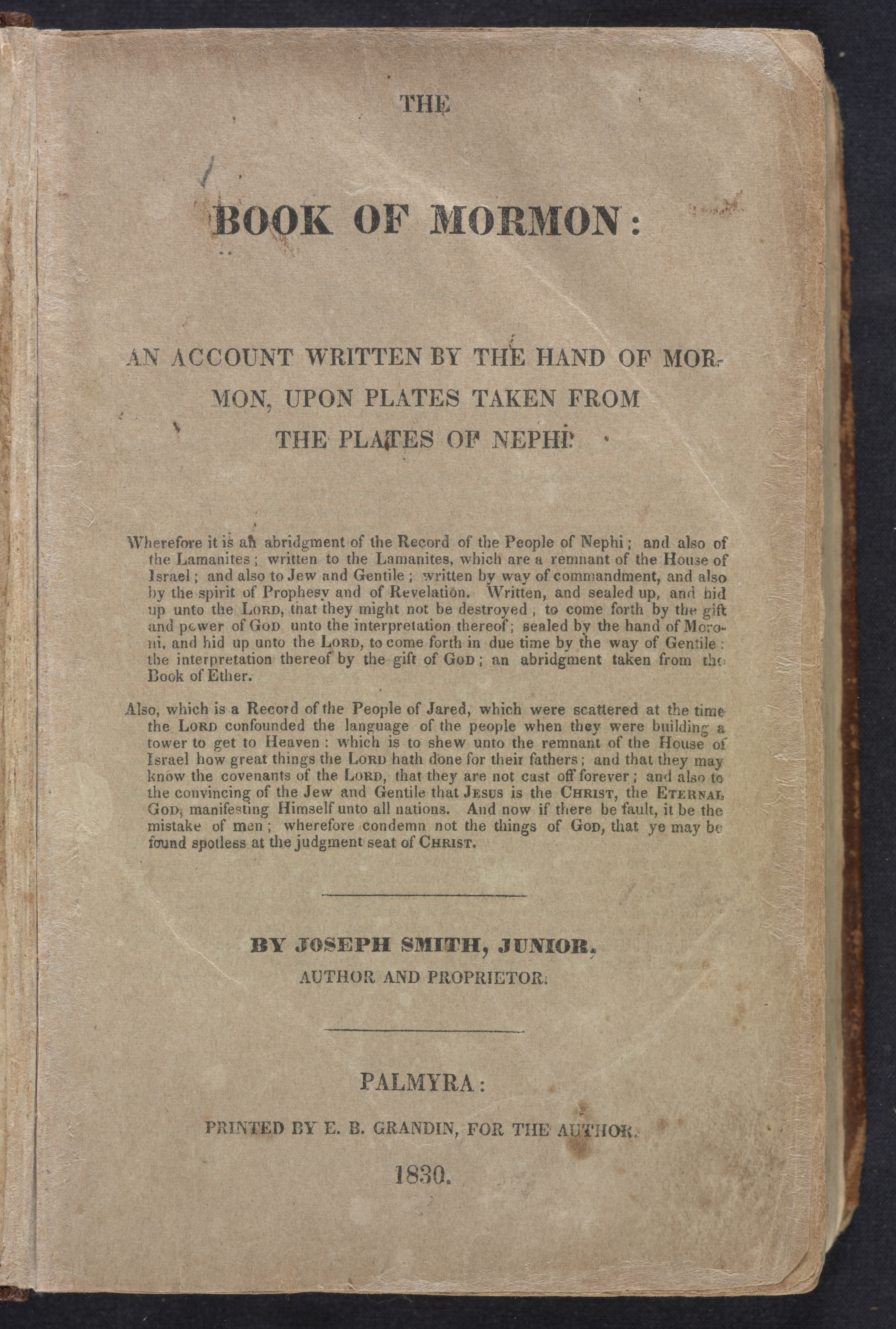
Portada de la primera edición del Libro de Mormón (1830).

Tanto la Comunidad de Cristo como la Iglesia SUD aceptan el Libro de Mormón como un segundo canon de las escrituras y lo ven como un testigo adicional de Jesucristo que complementa la Biblia. La Comunidad de Cristo publica dos versiones del libro a través de su brazo de publicación oficial, Herald House. La edición autorizada se basa en el manuscrito original de la imprenta y la segunda edición de 1837 (o "Edición Kirtland") del Libro de Mormón. Su contenido es similar al Libro de Mormón publicado por la Iglesia SUD, pero la versificación es diferente La Comunidad de Cristo también publica una "Edición Autorizada Revisada" de 1966, que intenta modernizar algo del lenguaje.
La Iglesia SUD publica una sola versión del Libro de Mormón, que está ampliamente anotado a pie de página en las otras obras estándar de la iglesia. Su capítulo y versificación se basa en la edición de 1879 editada por Orson Pratt.
En una Conferencia Mundial de 2007, el presidente de la Comunidad de Cristo, Stephen M. Veazey, dictaminó que la resolución de "reafirmar el Libro de Mormón como registro de inspiración divina" estaba fuera de lugar. Declaró que "aunque la Iglesia afirma el Libro de Mormón como escritura, y lo pone a disposición para su estudio y uso en varios idiomas, no intentamos imponer el grado de creencia o uso. Esta posición está en consonancia con nuestra larga tradición de que la creencia en el Libro de Mormón no debe ser usada como una prueba de compañerismo o membresía en la iglesia". La Iglesia SUD regularmente enfatiza la importancia del Libro de Mormón y anima a sus miembros a leerlo diariamente.

#### Doctrina y Convenios
Ambas iglesias publican un libro llamado Doctrina y convenios y lo aceptan como escritura. La Comunidad de Cristo ha eliminado varias secciones tempranas y ha añadido regularmente nuevas revelaciones y otros documentos inspirados al libro desde la muerte de Joseph Smith. La Iglesia SUd eliminó lo que era la Sección 101 (la declaración sobre el matrimonio que prohibía la poligamia) en la edición de 1835 de Doctrina y convenios y añadió la revelación sobre el matrimonio plural. La Iglesia SUD ha añadido algo de material a Doctrina y Convenios desde la muerte de Smith, pero menos que el de la Comunidad de Cristo. La versión de la Comunidad de Cristo contiene actualmente 166 documentos, 51 de los cuales fueron producidos después de la muerte de Joseph Smith. La versión de la Iglesia SUD contiene actualmente 140 documentos, cinco de los cuales fueron producidos después de la muerte de Smith.

#### Perla de Gran Precio
La Iglesia SUD incluye la Perla de Gran Precio como parte de sus obras estándar. La Comunidad de Cristo nunca ha publicado o considerado este libro como una escritura. Sin embargo, la Comunidad de Cristo acepta dos porciones de la Perla de Gran Precio, el Libro de Moisés y José Smith-Mateo, como escritura:
- Los capítulos 2-8 del Libro de Moisés están incluidos en el Libro del Génesis en la versión de la Biblia inspirada por la Comunidad de Cristo;
- El capítulo 1 del Libro de Moisés es aceptado como la sección 22 de la Comunidad de Doctrina y Pactos de Cristo;
- Además de aparecer en la Versión Inspirada de la Biblia, el capítulo 7 del Libro de Moisés es aceptado como la sección 36 de la Comunidad de Doctrina y Pactos de Cristo; y
- Joseph Smith-Matthew es aceptado como parte del Libro de Mateo en la Versión Inspirada de la Biblia.

Las partes de la Perla de Gran Precio que no son aceptadas como escritura por la Comunidad de Cristo son el Libro de Abraham, la Historia de José Smith y los Artículos de Fe.

### Tenencia y sucesión presidencial

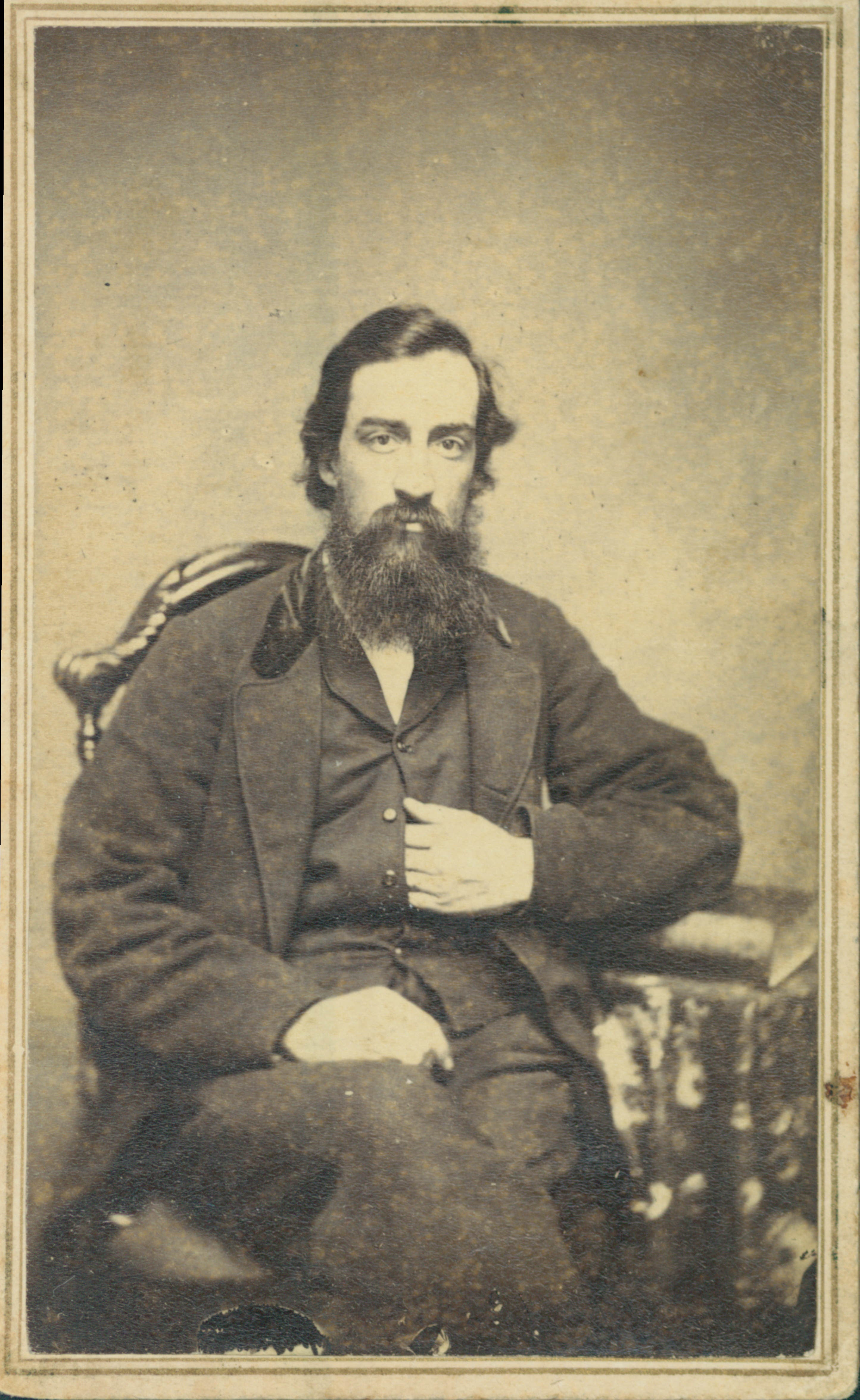
Joseph Smith III, el sucesor de Joseph Smith como el Profeta-Presidente de la Comunidad de Cristo

Tanto la Comunidad de Cristo como la Iglesia SUD están encabezadas por un Presidente de la Iglesia, un cargo creado y mantenido por Joseph Smith. En la Iglesia SUD, la sucesión a la presidencia se ha basado en la antigüedad apostólica. En la Comunidad de Cristo, el presidente tiene el poder de nombrar a un sucesor; si el presidente saliente no nombra a un sucesor, el Consejo de los Doce Apóstoles nombra a un sucesor.
Después de Smith, los siguientes tres presidentes de la Comunidad de Cristo sirvieron como Presidente de la Iglesia hasta su muerte. En 1978, W. Wallace Smith rompió esta tradición y se retiró de la presidencia, se designó a sí mismo como "presidente emérito" y nombró a Wallace B. Smith como su sucesor. Wallace B. Smith y su sucesor elegido, McMurray, también se retiraron del cargo. En la Iglesia SUD, cada presidente de la Iglesia ha servido hasta su muerte y ninguno ha seleccionado un sucesor antes de la muerte.
Los primeros cinco sucesores de Joseph Smith en la presidencia de la Comunidad de Cristo eran descendientes directos de Smith. McMurray fue el primer presidente de la iglesia que no era miembro de la familia Smith. Aunque nunca aceptó formalmente un principio de sucesión lineal, la denominación enseña que Smith había designado a su hijo, Joseph Smith III, como su sucesor. En 1996, el nombramiento de McMurray por el presidente saliente Wallace B. Smith fue la justificación utilizada por los grupos cismáticos que abandonaron la Comunidad de Cristo. Este cisma llevó a la creación de la Iglesia Remanente de Jesucristo de los Santos de los Últimos Días. El presidente de la Iglesia Remanente en ese momento, Frederick Niels Larsen, era un tataranieto materno de Joseph Smith. El sucesor elegido por Larsen y actual cabeza de la Iglesia Remanente, Terry W. Patience, sin embargo, no es descendiente de Joseph Smith.
La Iglesia SUD determina su sucesor presidencial por principios de antigüedad apostólica combinados con la inspiración de Dios. Cuando el presidente de una iglesia muere, el miembro del Quórum de los Doce Apóstoles que ha sido apóstol por más tiempo, el presidente del Quórum de los Doce Apóstoles, se convierte en el nuevo presidente de la iglesia. Antes de hacer oficial la sucesión, los apóstoles, individual y colectivamente, rezan por la guía divina y la confirmación de su acción propuesta.
Aunque esta es un área que marcó una diferencia tradicional entre las dos denominaciones, una crisis de sucesión en 2004-05 impulsó al Consejo de los Doce Apóstoles de la Comunidad de Cristo a utilizar un procedimiento de búsqueda de inspiración similar al adoptado por los apóstoles de la Iglesia SUD. Cuando McMurray renunció a la presidencia en 2004, eligió no nombrar un sucesor, como lo habían hecho los anteriores jubilados del cargo. En 2005, Stephen M. Veazey, que era presidente de los Doce, pero no el miembro más antiguo, fue seleccionado como sucesor por el Consejo de los Doce.

### La divinidad

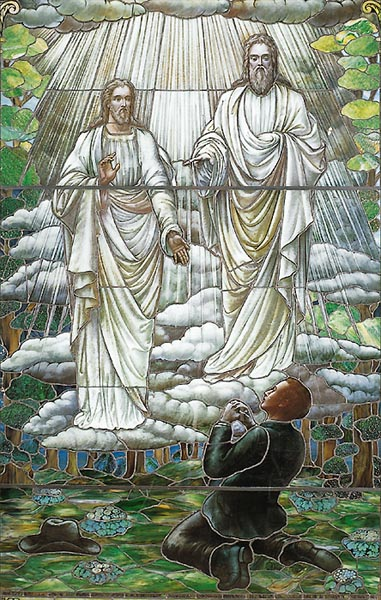
Vitral de la primera visión de Joseph Smith, completada en 1913 por un artista desconocido (Museo SUD de Historia y Arte de la Iglesia).

La Comunidad de Cristo enseña sobre la Trinidad, que definen a Dios como una comunidad de tres personas. La Iglesia SUD enseña que la Divinidad está compuesta por tres personajes físicamente distintos que están unidos, o "uno", en propósito.

#### Exaltación

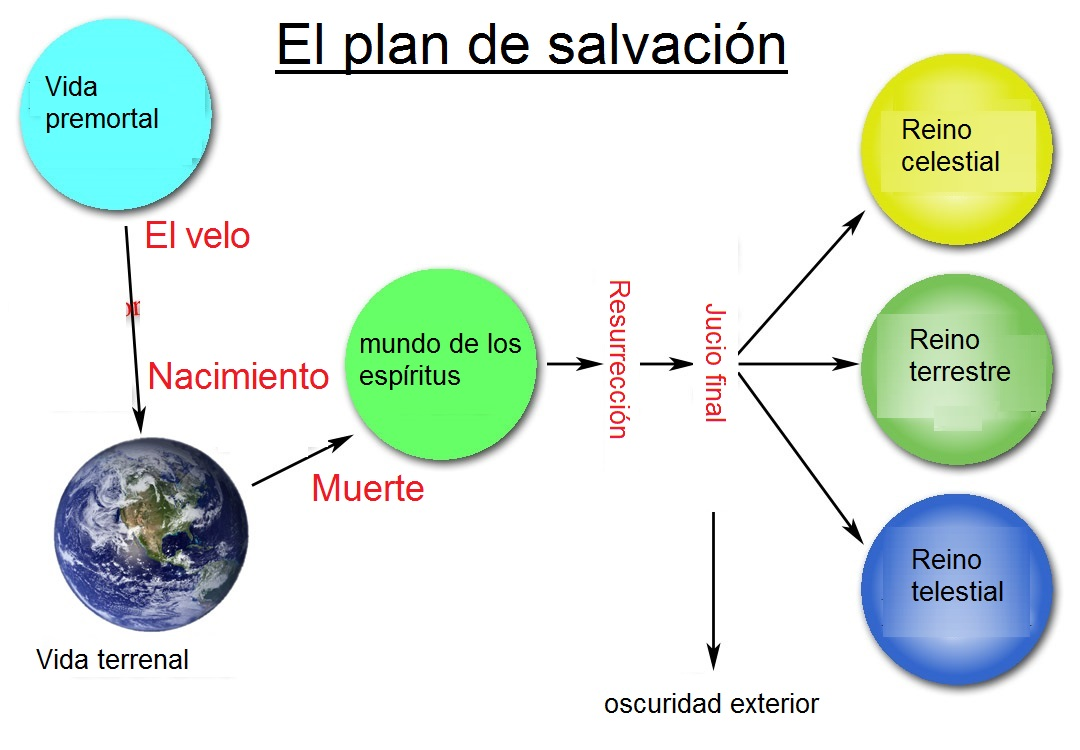
El plan de salvación

La Iglesia SUD enseña el principio de la exaltación; esta doctrina no es aceptada por la Comunidad de Cristo.

#### La doctrina de Adán-Dios
Según Brigham Young, la doctrina de Adán-Dios fue enseñada por primera vez por Joseph Smith antes de su muerte en 1844. Sin embargo, la evidencia de que Smith originó la doctrina consiste solo en las propias afirmaciones de Young, un recuerdo de 1877 de Anson Call, y algunas pruebas circunstanciales recogidas por los escritores fundamentalistas mormones. El presidente de la Iglesia SUD, Spencer W. Kimball, denunció oficialmente la doctrina de Adán-Dios en 1976.
Debido a que la Comunidad de Cristo fue fundada por la confederación de varios grupos más pequeños que se negaron a aceptar el liderazgo de Young, la doctrina de Adán-Dios nunca ha formado parte de las enseñanzas de la Comunidad de Cristo, y ha mantenido que la doctrina fue enunciada por primera vez por Young, no por Smith.

### Elegibilidad del sacerdocio
Ambas iglesias tienen la tradición de otorgar el sacerdocio a los miembros masculinos adultos de la iglesia. El sacerdocio de la Comunidad de Cristo siempre ha estado abierto a personas de todas las razas, y se abrió a las mujeres en 1984.  El sacerdocio de la Iglesia SUD está abierto solo a los hombres y desde mediados de 1800 hasta 1978 no estuvo abierto a las personas de ascendencia africana negra. La Iglesia SUD rutinariamente da su sacerdocio Aarónico a niños de 12 años de edad y mayores, mientras que la Comunidad de Cristo generalmente restringe su sacerdocio a hombres y mujeres adultos.

### Templos

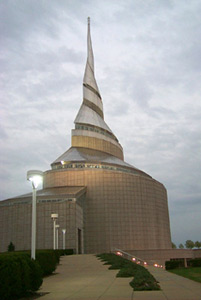
Templo de la Comunidad de Cristo en Independence, Misuri.

Tanto la Comunidad de Cristo como la Iglesia SUD dirigen templos, que para ambos grupos están separados y son distintos de las capillas de las iglesias o de los centros de reunión. La Comunidad de Cristo opera un templo, el Templo de la Independence, mientras que la Iglesia SUD tiene más de 160 templos en funcionamiento, entre los cuales está el Templo de Kirtland cuya función es de ser un edificio histórico para visitantes.
La Comunidad de Cristo no practica y tradicionalmente ha objetado la idea de que se realicen sacramentos o rituales en sus templos. El templo de la Comunidad de Cristo está abierto al público y se dedican a la búsqueda de la paz, el aprendizaje espiritual y la historia y administración de la iglesia. Los templos de la Iglesia SUD están abiertos solo a los miembros aprobados y se utilizan principalmente para la realización de ritos como la dotación, el matrimonio celestial, y el bautismo de los muertos; estas ordenanzas nunca han sido abrazadas por la Comunidad de Cristo.
Históricamente, la Comunidad de Cristo incluyó documentos en su Doctrina y Convenios que sancionaban el bautismo por los muertos y otros ritos del templo. Sin embargo, la Comunidad de Cristo considera que la institución del bautismo por los muertos se condicionó a la finalización del Templo de Nauvoo en un tiempo razonable. Debido a que los miembros de la iglesia no completaron el templo durante la vida de Smith, Comunidad de Cristo enseña que el derecho de realizar bautismos por los muertos fue retirado y no ha sido reinstituido.
La Conferencia Mundial de la Comunidad de Cristo de 1970 llegó a la conclusión de que las secciones 107, 109 y 110 (relativas al bautismo por los muertos y a los ritos del templo) habían sido añadidas a la edición de 1844 de Doctrina y Convenios sin la debida aprobación de una conferencia de la iglesia. Así pues, la Convención eliminó la Conferencia Mundial de 1990 y posteriormente eliminó todo el apéndice de Doctrina y Convenios.

### Uso de la cruz y otros símbolos
La Comunidad de Cristo utiliza el símbolo de la cruz cristiana en sus edificios y templos. La Iglesia SUD no utiliza actualmente la cruz on el argumento de que "porque el Salvador vive, no utilizamos el símbolo de su muerte como símbolo de nuestra fe", aunque esta aversión a la cruz solo se hizo dominante en el siglo XX.
La mayoría de los templos de la Iglesia SUD incluyen una estatua del ángel Moroni en una aguja, pero la iglesia no considera a Moroni como un símbolo oficial y "no tiene ninguna política con respecto al uso de estatuas del ángel Moroni en los templos", sino que incluye o excluye una estatua de cada templo basándose en las circunstancias locales. La Comunidad de Cristo no usa el Ángel Moroni como símbolo.
En los Estados Unidos, el emblema de Asuntos de Veteranos para las lápidas de los miembros de la Iglesia SUD es un Ángel Moroni estilizado. Para los miembros de la Comunidad de Cristo, el emblema de VA es una representación estilizada de un niño parado entre un león y un cordero, que es un logo oficial de la Comunidad de Cristo.

### Poligamia
En el siglo XIX, las diferencias entre la Iglesia SUD y la Iglesia RLDS(CoC) en cuanto a la poligamia era la principal distinción entre las dos iglesias. La Iglesia SUD practicó abiertamente el matrimonio plural desde 1852 hasta 1890 y enseñó que la práctica fue instituida por Joseph Smith y enseñada en secreto a los miembros de la iglesia antes de su muerte. Durante muchos años, los líderes de la Iglesia RLDS fueron críticos de la poligamia de la Iglesia SUD y argumentaron que la práctica había sido introducida por Brigham Young y falsamente atribuida a Smith después de su muerte. La poligamia fue denunciada frecuentemente por los líderes de la Iglesia RLDS y la práctica nunca fue aceptada por la iglesia. El hijo de Smith, Joseph Smith III y la viuda Emma Smith enseñaron repetidamente que Smith se oponía a la práctica y que no era polígamo.
Hoy en día, aunque la Comunidad de Cristo no tiene una posición oficial sobre si Smith era polígamo, algunos miembros aceptan ahora el consenso histórico de que Smith tenía múltiples esposas. Algunos miembros han argumentado que Smith se equivocó al introducir la poligamia; en cualquier caso, la mayoría de los miembros de la Comunidad de Cristo siguen rechazando la poligamia. Hoy en día, la Iglesia de Jesucristo de los Santos de los Últimos Días se opone a la práctica de la poligamia, sus presidentes han subrayado repetidamente que la Iglesia y sus miembros ya no están autorizados a celebrar matrimonios plurales.

### Diezmo
Tradicionalmente, la Comunidad de Cristo enseñaba que el diezmo debía calcularse como una décima parte de los ingresos discrecionales de un miembro. La Iglesia SUD enseña que es el diez por ciento de los ingresos anuales, wquedando a cargo del miembro determinar cómo calcularlo (por ejemplo, qué constituye "ingresos" y si es el diez por ciento de los ingresos después o antes de los impuestos). Recientemente, la Comunidad de Cristo ha adoptado un programa conocido como la Respuesta Generosa de los Discípulos, que fomenta la generosidad financiera como una respuesta a Dios en lugar de como una obligación calculada establecida.

### Apostasía y Restauración
La Iglesia SUD enseña que Joseph Smith restauró la plenitud del evangelio después de un período de siglos conocido como la Gran Apostasía. La Iglesia SUD, por lo tanto, se caracteriza por ser una restauración del cristianismo caído y la única iglesia verdadera que existe. Por el contrario, la Comunidad de Cristo ha reducido el énfasis en su principio tradicional de que es la única iglesia verdadera y ha adoptado el punto de vista de que todas las tradiciones de fe pueden ofrecer un camino hacia la iluminación espiritual. Barbara McFarlane Higdon ha llamado a la Comunidad de Cristo un "miembro único del cuerpo de Cristo, la comunidad universal de creyentes". Higdon también sugiere que las afirmaciones anteriores de que la iglesia había sido "restaurada" equivalían a idolatría. Por lo tanto, la Comunidad de Cristo se ha movido hacia el ecumenismo y el diálogo interreligioso. Sin embargo, Comunidad de Cristo "afirma firmemente la primacía de la revelación continua en lugar de la rigidez del credo". La doctrina y los pactos de Comunidad de Cristo siguen conteniendo documentos que declaran que la iglesia es la única iglesia verdadera.
Hoy en día, la Comunidad de Cristo generalmente se refiere a la Primera Visión de José Smith como la "experiencia de la arboleda" y adopta un punto de vista flexible sobre su historicidad, haciendo hincapié en la presencia sanadora de Dios y la misericordia perdonadora de Jesucristo que sintió Smith. En contraste, la Iglesia SUD afirma fuertemente la realidad de la Primera Visión y enfatiza su papel como el comienzo de la restauración del evangelio a través del profeta elegido por Dios.

## Tabla resumida
|                                             | Comunidad de cristo | La Iglesia de Jesucristo de los Santos de los Últimos Días |
| Membresía aproximada                        | 197,000 | 16,118,169 |
| Sede                                        | Independence, Misuri | Salt Lake City, Utah |
| Canon abierto                               | si | si |
| Biblia                                      | Versión inspirada | Versión King James en la edición SUD u otra edición apropiada para el idioma; La versión inspirada se respeta pero no se canoniza |
| Libro de Mormón                             | Aceptado como escritura | Aceptado como escritura |
| Doctrina y Convenios                        | 166 documentos 51 documentos que no son de José Smith | 140 documentos cinco documentos que no son de Joseph Smith |
| Perla de gran precio                        | Rechazado Aceptado como escritura solo las partes a las que la Iglesia SUD se refiere como el Libro de Moisés y José Smith – Mateo | Aceptado como escritura, incluyendo el Libro de Moisés, el Libro de Abraham, José Smith – Mateo, José Smith – Historia y los Artículos de Fe |
| Tenencia presidencial y sucesión            | El Profeta-Presidente puede optar por retirarse y puede nombrar sucesor Sucesión tradicionalmente basada en descendencia lineal de Joseph Smith; ahora abandonado a favor del nombramiento por el presidente que se retira o la selección apostólica por inspiración | El presidente sirve en el cargo hasta la muerte y no designa a un sucesor antes de la muerte Sucesión basada en la antigüedad apostólica combinada con la selección apostólica por inspiración.                                                             |
| Deidad                                      | Trinitario | Tres personajes distintos Dioses unidos en un propósito |
| Exaltación                                  | Rechaza | Acepta |
| La doctrina de Adán-Dios                    | Rechaza | Inicialmente aceptado por muchas autoridades generales aceptado, otros rechazados; en 1902 ya no se enseña públicamente; actualmente rechazado por nunca haber sido adoptado formalmente                                                                    |
| Poligamia                                   | Rechazado | La poligamia en los primeros tiempos de la Iglesia fue reconocida; no se practica ni autoriza desde 1904. |
| Sacerdocio                                  | Abierto a todas las razas Abierto a las mujeres desde 1984 Abierto a los miembros bautizados | Abierto a todas las razas desde 1978 (anteriormente prohibido a afrodescendientes ) Abierto solo para hombres Abierto a niños a partir de los 12 años. |
| Templos                                     | 1 Abierto al público Dedicado a la paz, el aprendizaje espiritual y la administración e historia de la iglesia. | 315 Abierto solo para miembros con buena reputación Dedicado a la ejecución de ordenanzas estandarizadas y al establecimiento de convenios |
| Dotación                                    | Rechazado | Aceptado |
| Bautismo por los muertos                    | Rechazado | Aceptado |
| Matrimonio celestial y sellamiento familiar | Rechazado | Aceptado |
| Cruz como símbolo                           | Aceptado | Rechazado (el foco está en los símbolos de su vida más que en los símbolos de su muerte) |
| Angel Moroni como símbolo                   | Rechazado | Aceptado, pero no como un símbolo oficial. |
| Diezmo                                      | La décima parte de los ingresos discrecionales Se ha introducido una "Respuesta generosa de los discípulos" más flexible | Una décima parte de los ingresos anuales (el miembro decide cómo calcular) |
| Primera visión                              | Conocida como la "experiencia del bosque" No hay posición sobre historicidad Enfoque en la presencia sanadora de Dios y la misericordia perdonadora de Jesucristo para Joseph Smith                                                                                  | Aceptado como un evento histórico fundamental La declaración de Smith de 1838 es canonizada como parte de la historia de Joseph Smith-History Enfoque en su papel como el comienzo de la restauración del evangelio a través de un profeta elegido por Dios |
| ¿Es la " única iglesia verdadera "?         | Tradicionalmente sí; más recientemente, desestimado y cuestionado | si |

### Trabajos citados
- Bergera, Gary James (1980), «The Orson Pratt–Brigham Young Controversies: Conflict Within the Quorums, 1853 to 1868», Dialogue: A Journal of Mormon Thought 13 (2): 7-49, archivado desde el original el 14 de junio de 2011, consultado el 26 de abril de 2020..
- Collier, Fred (1999), President Brigham Young's Doctrine of Deity 1, Collier's Publishing, ISBN 0-934964-05-X..
- Whitmer, David (1887), An Address to All Believers in Christ, Richmond, Missouri, consultado el 30 de diciembre de 2006..